# Татеяма-Мару
Татеяма-Мару (Tateyama Maru) — судно, яке під час Другої світової війни взяло участь у операціях японських збройних сил в архіпелазі Бісмарка та на сході Мікронезії.

## Передвоєнна історія
Татеяма-Мару спорудили в 1937 році на верфі Mitsui Tamano Engineering & Shipbuilding у Тамано на замовлення компанії Baba Shoji.
25 серпня 1941-го судно реквізували для потреб Імперського флоту Японії та призначили для використання як водовоз. З 20 вересня по 15 жовтня воно пройшло певну модернізацію на верфі Nihonkokan K.K. у Цурумі. Наприкінці жовтня судно вирушило на Каролінські острови.

## Рейси до архіпелагу Бісмарка
Відомо, що на початку лютого 1942-го судно перебувало на острові Нова Британія у Рабаулі, незадовго до того захопленому японським десантом. Того ж місяця воно пройшло на Трук (атол у центральній частині Каролінського архіпелагу, де ще до війни створили потужну базу японського ВМФ), проте 1 березня 1942-го вийшло звідси, 4 березня відвідало Кавієнг (північне завершення острова Нова Ірландія), а наступного дня знову досягнуло Рабаулу.
8—15 березня 1942-го Татеяма-Мару пройшло на Сайпан (Маріанські острови), звідки 19—22 числа перейшло на Трук. 28 березня судно вчергове досягнуло Рабаулу, де здійснювало бункерування кораблів водою до кінця квітня.

## Служба в Мікронезії
Наприкінці червня або на початку липня 1942-го Татеяма-Мару вирушило з Японії на Каролінські острови, а в серпні вже перебувало на Маршаллових островах. До кінця вересня воно здійснило тут цілий ряд рейсів, відвідавши по кілька разів атоли Вотьє та Кваджалейн.
На початку жовтня 1942-го Татеяма-Мару знов перебувало на Труці, звідки 6—9 жовтня пройшло на Сайпан (Маріанські острови), а потім повернулось на Трук.
У першій половині березня 1943-го судно пройшло з Труку на вулканічний острів Понапе на сході Каролінського архіпелагу, а 25—28 березня пройшло звідси на Кваджелейн. До початку листопада Татеяма-Мару працювало на Маршаллових островах, побувавши також на атолах Джалуїт, Вотьє та Малоелап. При цьому 8—14 липня воно також здійснило рейс з Джалуїта до островів Гілберта, де відвідало острів Макін та атол Тарава.
У середині листопада 1943-го Татеяма-Мару побувало на Труці, проте 1 грудня повернулось на Кваджелейн — лише за кілька діб до атаки американського авіаносного з'єднання на цей атол. 5 грудня, на другий день повітряних ударів по Кваджелейну, Татеяма-Мару було уражене та затонуло, загинуло 5 членів екіпажу.
Наразі рештки судна лежать на глибині від 24,4 до 39,6 метра.